# Sainte-Colombe-sur-Seine
Sainte-Colombe-sur-Seine ist eine französische Gemeinde mit 919 Einwohnern (Stand: 1. Januar 2022) im Département Côte-d’Or in der Region Bourgogne-Franche-Comté; sie gehört zum Arrondissement Montbard und zum Kanton Châtillon-sur-Seine.

## Geographie
Sainte-Colombe-sur-Seine liegt etwa drei Kilometer westlich von Châtillon-sur-Seine. Umgeben wird Sainte-Colombe-sur-Seine von den Nachbargemeinden Étrochey im Norden, Montliot-et-Courcelles im Nordosten, Châtillon-sur-Seine im Osten, Ampilly-le-Sec im Süden sowie Cérilly im Westen.
Die Gräber von Sainte-Colombe-sur-Seine sind mehrere Grabhügel aus dem 6. Jahrhundert v. Chr., in der Nähe der Stadt.

## Bevölkerungsentwicklung
| Jahr                       | 1962 | 1968 | 1975 | 1982 | 1990 | 1999 | 2006 | 2013 |
| Einwohner                  | 1245 | 1230 | 1330 | 1201 | 1151 | 1042 | 932  | 959  |
| Quellen: Cassini und INSEE |      |      |      |      |      |      |      |      |

## Wirtschaft und Infrastruktur

### Wirtschaft
Größter Industriebetrieb in der Gemeinde ist ein Werk des Stahlherstellers ArcelorMittal Wire France.

### Verkehr
Sainte-Colombe-sur-Seine hatte einen Bahnhof an der heute nur noch für den Güterverkehr genutzten Bahnstrecke Nuits-sous-Ravières–Châtillon-sur-Seine und an der entwidmeten Bahnstrecke Saint-Julien–Gray.

## Sehenswürdigkeiten
- Katholische Kirche Saint-Laurent von 1839

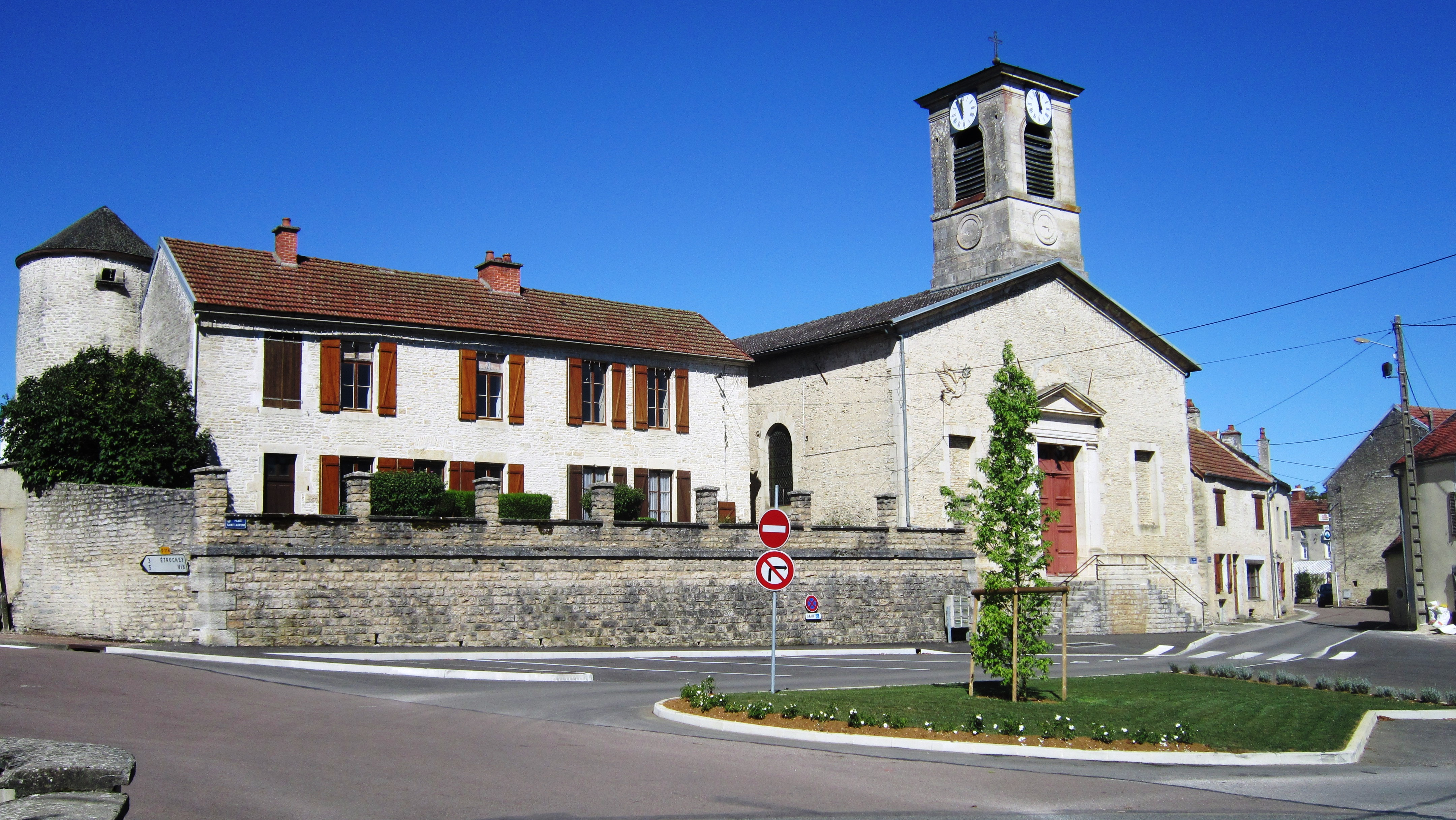
Katholische Kirche Saint-Laurent

- Protestantische Kirche
- Mehrere Brücken über die Seine

## Gemeindepartnerschaften
Mit der belgischen Gemeinde Ohey in der Provinz Namur (Wallonien) besteht eine Partnerschaft.

## Persönlichkeiten
- Pierre-Joseph-Marie Chaumonot (1611–1693), Missionar